# Jay Cutler

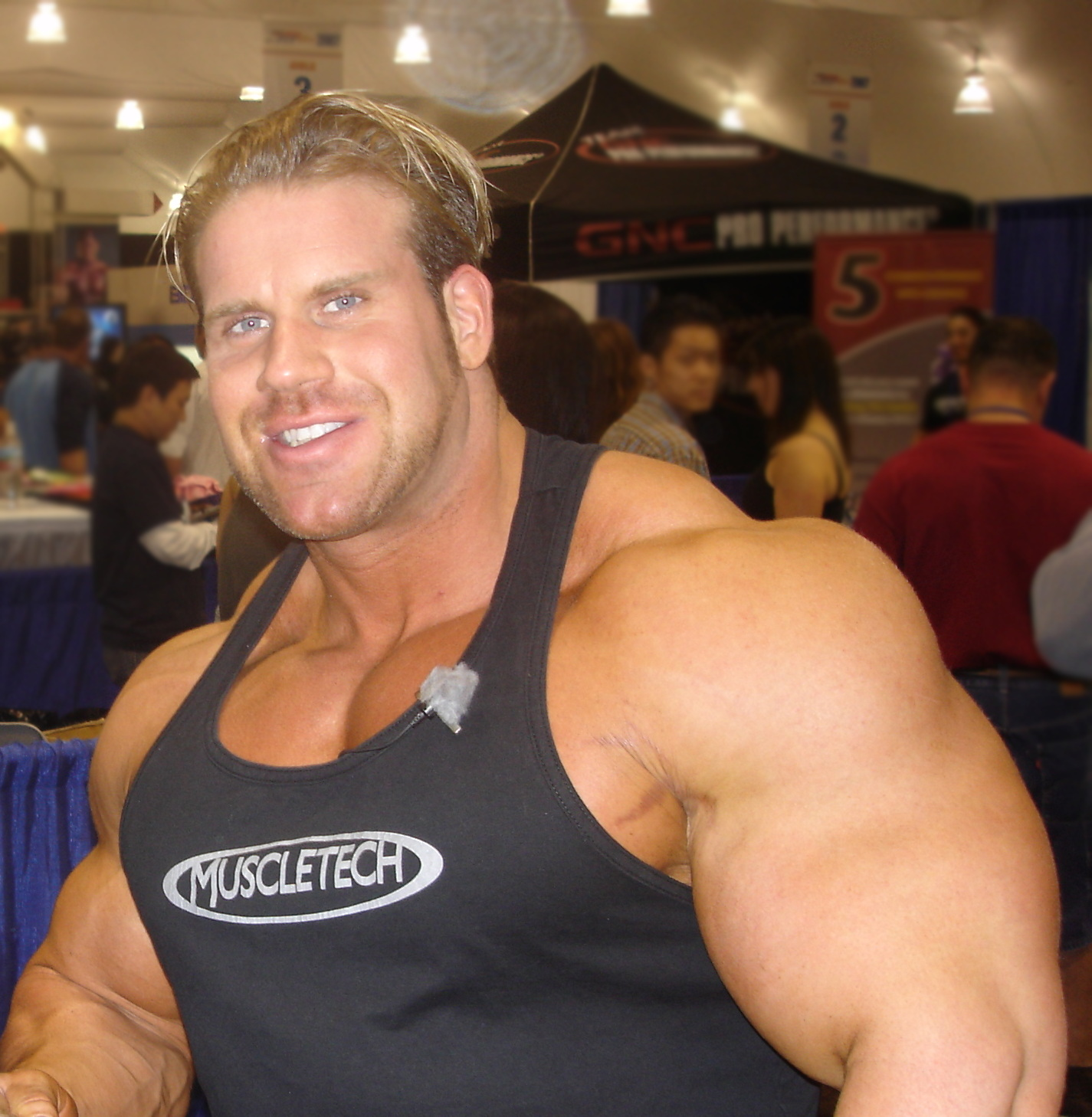
Jay Cutler in 2008

Jay Cutler ((Jason Cutler)  Sterling, Worcester, Massachusetts, 3 augustus 1973) is een Amerikaans professioneel bodybuilder bij de IFBB en een voormalig Mr Olympia, een titel die hij in totaal vier keer in de wacht sleepte. Hij was ook vijf keer runner-up; vier keer eindigde hij achter achtvoudig Mr Olympia Ronnie Coleman en in 2008 verspeelde hij zijn titel aan Dexter Jackson, op wie hij zich in 2009 revancheerde door de derde bodybuilder te worden die de titel Mr Olympia heroverde en de eerste die deze heroverde na deze één jaar eerder verloren te hebben. In 2010 won hij de Mr Olympia opnieuw. Cutler won ook drie keer op rij de Arnold Classic (2002, 2003 en 2004), welke na de Mr Olympia geldt als de belangrijkste wedstrijd voor bodybuilders. Met zijn vier Mr Olympia-titels behoort hij tot de meest succesvolle bodybuilders aller tijden.

## Biografie
Door mee te werken op de boerderij van zijn ouders en later in het betonbedrijf van zijn broer, ontwikkelde Cutler een behoorlijke fysiek, waarmee hij een uitstekende basis voor zijn latere bodybuildingcarrière legde. Cutler had een hekel aan het zware werk, maar besefte daardoor dat je hard moest werken om iets te bereiken. Hij begon pas op zijn achttiende verjaardag met bodybuilding en één jaar later nam hij al deel aan amateurcompetities. In 1996 verdiende Cutler zijn profstatus door de zwaargewichtcategorie bij de NPC Nationals te winnen, de grootste Amerikaanse amateurbond. Vier jaar later, in 2000, won Cutler zijn eerste profwedstrijd, de IFBB Night of Champions, een van de meest prestigieuze bodybuildingwedstrijden, waarbij de top 5 zich automatisch kwalificeert voor de Mr Olympia. Cutler werd verdienstelijk achtste bij zijn eerste Mr Olympia in 2000, de wedstrijd waar hij een jaar later niet voor het laatst tweede zou worden, achter de toen ongenaakbare Ronnie Coleman.

## Fysiek
Met een wedstrijdgewicht van 124 kg en een off-seasongewicht van 140 kg (310 libra pounds) bij een lengte van 1,75 meter, geldt Cutler als een massieve bodybuilder met een zogenoemd 'breed' frame.

## Training
Sinds 2008 traint Cutler volgens het zogenoemde Fascia Stretch Training-Sevenprincipe (FST-7), waarbij elke laatste oefening voor één spiergroep bestaat uit zeven sets, waartussen de spieren worden gerekt. Het trainingssysteem is ontwikkeld door Haney Rambod en ook Cutlers trainingspartner Phil Heath traint volgens de principes van FST-7. De fysiek die Cutler ontwikkelde door te trainen volgens dit systeem droeg bij aan zijn herovering van de titel van Mr Olympia in 2009. Door zijn nieuwe trainingsmethodiek wil hij rondere, vollere spieren krijgen op zijn toch al brede frame.